# عربسات-6 أيه
عربسات-6 أيه هو قمر صناعي سعودي مخصص للتلفزيون والإنترنت والهاتف والاتصالات للعملاء في الشرق الأوسط، وأفريقيا، وأوروبا، القمر الصناعي يتم تشغيله وإدارته من قبل عرب سات. تم تصنيعه من قبل شركة لوكهيد مارتن، وجرى إطلاقه على سبيس إكس فالكون الثقيل في أبريل 2019.